# دقيقة قطبية أحادية الخلية هاضمة للهيدروجين
دقيقة قطبية أحادية الخلية هاضمة للهيدروجين (الاسم العلمي: Polaromonas hydrogenivorans) هي نوع من البكتيريا، سلبية الغرام، تتبع جنس الدقائق قطبية أحادية الخلية.